# 祁勝
祁勝（？—前514年），春秋时期晋国人，祁氏。
前514年祁胜和邬臧互换妻子。祁氏家主祁盈准备逮捕祁胜、邬臧，司马叔游劝祁盈暂时不执行。祁盈以为这是祁氏私家的事。于是就逮捕祁胜、邬臧。祁胜贿赂荀跞，荀跞向晋顷公为祁胜说情，诬陷祁盈。晋顷公逮捕祁盈。祁盈的家臣说：“同样都是一起被杀，宁可让主君听到祁胜和邬臧的死讯，也可痛快一下。”就杀了这祁胜和邬臧。